# Isocentris seychellalis
Isocentris seychellalis là một loài bướm đêm trong họ Crambidae.